# John Gunther (Musiker)
John Gunther (* 1966 in Denver) ist ein US-amerikanischer Saxophonist, Komponist und Bandleader des Creative Jazz.

## Leben und Wirken
John Gunther begann während seiner High-School-Zeit mit dem Saxophonspiel. Dort war er Mitglied einer Big Band, die auf lokalen Gigs auftrat. Er arbeitete später u. a. mit John Abercrombie, Buddy DeFranco, Dizzy Gillespie, Tom Harrell, Dewey Redman, Joe Williams, dem Woody Herman Orchestra, dem Vanguard Jazz Orchestra und dem Maria Schneider Orchestra. Er war Composer in Residence beim Toronto Fringe Dance Festival im Jahr 2003 und komponierte die Musik für verschiedene Independent-Filme und Animationen.
Als Assistant Professor unterrichtet er Jazz-Improvisation und Jazz-Arrangement an der Colorado University, leitet verschiedene Jazzensembles und unterrichtet Saxophonspiel. Gunther hat den Bachelor-Abschluss (BM) in Music Performance am Berklee College of Music und den Master (MM) in Jazz Studies an der Universität von Miami. Vor seiner Tätigkeit in Colorado unterrichtete er an der New York University. Dort war er als aktiver Bestandteil der New Yorker „downtown“ Musikszene mehrere Jahre tätig und nahm fünf Alben für das Label Creative Improvised Music Projects (CIMP) als Bandleader auf; außerdem war er (mit Bruce Arnold) Mitbegründer der Formation „Spooky Actions“. 
John Gunther ist Mitglied der in Denver ansässigen Band „Convergence“.

## Diskographische Hinweise
- 1997: Permission Granted (CIMP) mit Leo Huppert (b), Jay Rosen (dr)
- 1997: Healing Song (CIMP) mit Hubbert, Rosen, Ron Miles (tp)
- 1998: Above Now Below mit Hubbert, Rosen, Miles, Rob Thomas (vn)
- 2000: Gone Fishing (CIMP) dto.